# Leonardo Navarro
Pour les articles homonymes, voir Navarro (homonymie).
José Leonardo Navarro Galindez (né et mort à des dates inconnues) fut un joueur de football mexicain, qui évoluait défenseur.